# Kap Barrow (Hoseason Island)
Kap Barrow ist ein steiles Kliff am nördlichen Ende der Insel Hoseason Island im Palmer-Archipel vor der Westküste des westantarktischen Grahamlands.
Das Kap ist erstmals grob auf Kartenmaterial des britischen Kartografen Richard Holmes Laurie (1766–1858) aus dem Jahr 1828 verzeichnet, basierend auf den Entdeckungen während der Fahrt des britischen Robbenfängers Sprightley in diese Gewässer (1824–1825). Der britische Forschungsreisende Henry Foster benannte das Kap während seiner Antarktisfahrt mit der HMS Chanticleer (1828–1831) nach John Barrow (1764–1848), Gründer der Royal Geographical Society. Eine bessere Kartierung als zuvor erfolgte bei der Vierten Französischen Antarktisexpedition (1903–1905) unter Jean-Baptiste Charcot.